# Desbordesia glaucescens
Espèce
Synonymes
- Desbordesia glaucescens (Engl.) Tiegh.[2]
- Desbordesia insignis Pierre ex Tiegh.[3]
- Desbordesia oblonga (A.Chev.) Heitz[2] [3]
- Desbordesia pallida Tiegh.[2] [3]
- Desbordesia pierreana Tiegh.[3]
- Desbordesia soyauxii Tiegh.[2] [3]
- Desbordesia spirei Tiegh.[3]
- Irvingella spirei Tiegh.[2] [3]
- Irvingia glaucescens Engl.[2] [3]
- Irvingia oblonga A.Chev.[2] [3]

Desbordesia glaucescens, aussi appelé Alep, est une espèce de plantes à fleurs de la famille des Irvingiaceae. Ses diverses appellations vernaculaires sont : Omang (Cameroun), Benga (Congo et République démocratique du Congo), Alep (Gabon) et Kowo (Nigéria). Ses synonymes botaniques sont : Desbordesia insignis Pierre, Desbordesia pierreana.

## Description
Ce grand arbre fait partie de l’étage dominant de la forêt africaine. On retrouve des contreforts minces très développés sur la base de son fût qui prennent de plus en plus d’importance lorsque l’arbre croît en largeur. Lorsque l’arbre devient très gros, la pourriture fait disparaître la base du fût, ce dernier étant alors porté par les contreforts. Le fût est droit, cylindrique et élevé, des branches dressées forment le houppier, son feuillage étant réparti en masses arrondies. Les feuilles sont simples, alternées et de taille moyenne. Son écorce est lisse avec une teinte de gris clair avec une épaisseur de 5 mm environ. Le rhytidome a une épaisseur d’une fraction de millimètre et la tranche est dure, granuleuse de couleur jaune-ocre clair tandis que la couche interne reste blanche et fibreuse. Sous l’écorce l’aubier semble jaunâtre. Le fruit a l’aspect d’une feuille, entouré d’une aile membraneuse. Ils deviennent rouges en octobre, novembre et on reconnaît aisément la cime de par sa coloration rouge pâle voire rose.

## Utilité
Cet arbre est surtout utilisé comme un bois d’œuvre dont les caractéristiques sont les suivantes :

### Description de la grume
Le diamètre est de 90 à 100 cm avec un aubier de 5 à 8 cm d' épaisseur et une non flottabilité. Sa conservation en forêt est bonne.

### Description du bois
Sa couleur est brun-jaune avec un aubier bien distinct, un grain fin et un fil droit. Il n’a pas de contrefil. Il faut débiter rapidement les grumes après abattage. Le bois vire au brun foncé au contact de l’air et est plus ou moins veiné de sombre.

### Durabilité naturelle etimprégnabilité[Quoi ?]du bois
Il est très résistant aux champignons (classe 1) ainsi qu’aux insectes de bois sec (classe D – aubier distinct, risque limité à l’aubier). De même il est résistant aux termites (classe D), est peu imprégnable (classe 3) et fait partie de la classe 4 concernant sa durabilité naturelle (en contact avec le sol ou l’eau douce).
Il ne nécessite aucun traitement de préservation contre les attaques d’insectes de bois sec, ni en cas d’humidification temporaire ou même permanente.

### Réaction au feu
Selon le classement conventionnel français, avec une épaisseur de plus de 14mm, ce bois est moyennement inflammable (M3). Pour une épaisseur moindre, l’alep est par contre facilement inflammable (M4). Il est classé D-s2,d0 par Euroclass, classement répondant aux exigences de la norme NF EN 14081-1 (avril 2016).

### Principales utilisations
On utilise principalement ce bois en charpente lourde, fond de véhicule ou de conteneur, platelage/decking, pont (en contact et non en contact avec le sol ou l’eau), poteaux, travaux hydrauliques (en eau douce) et traverse. Concernant l’assemblage via clouage et vissage, le bois présente une bonne tenue les avant-trous étant nécessaires. Mais au vu de sa densité, la mise en œuvre du collage doit respecter les règles de l’art et les préconisations indiquées pour la colle utilisée.

### Classements commerciaux
L’Alep est classé selon le classement SATA (1996) parmi les produits sciés comme étant :
pour le « marché général » 
- classements possibles avivés : choix I, II, III et IV
- classement possibles coursons : choix I et II
- classement possibles coursons de chevrons : choix I, II et III

pour les « marchés particuliers » 
- classement possibles frises et planchettes : choix I, II et III
- classement possibles chevrons : choix I, II et III